# Demianowska Jaskinia Lodowa

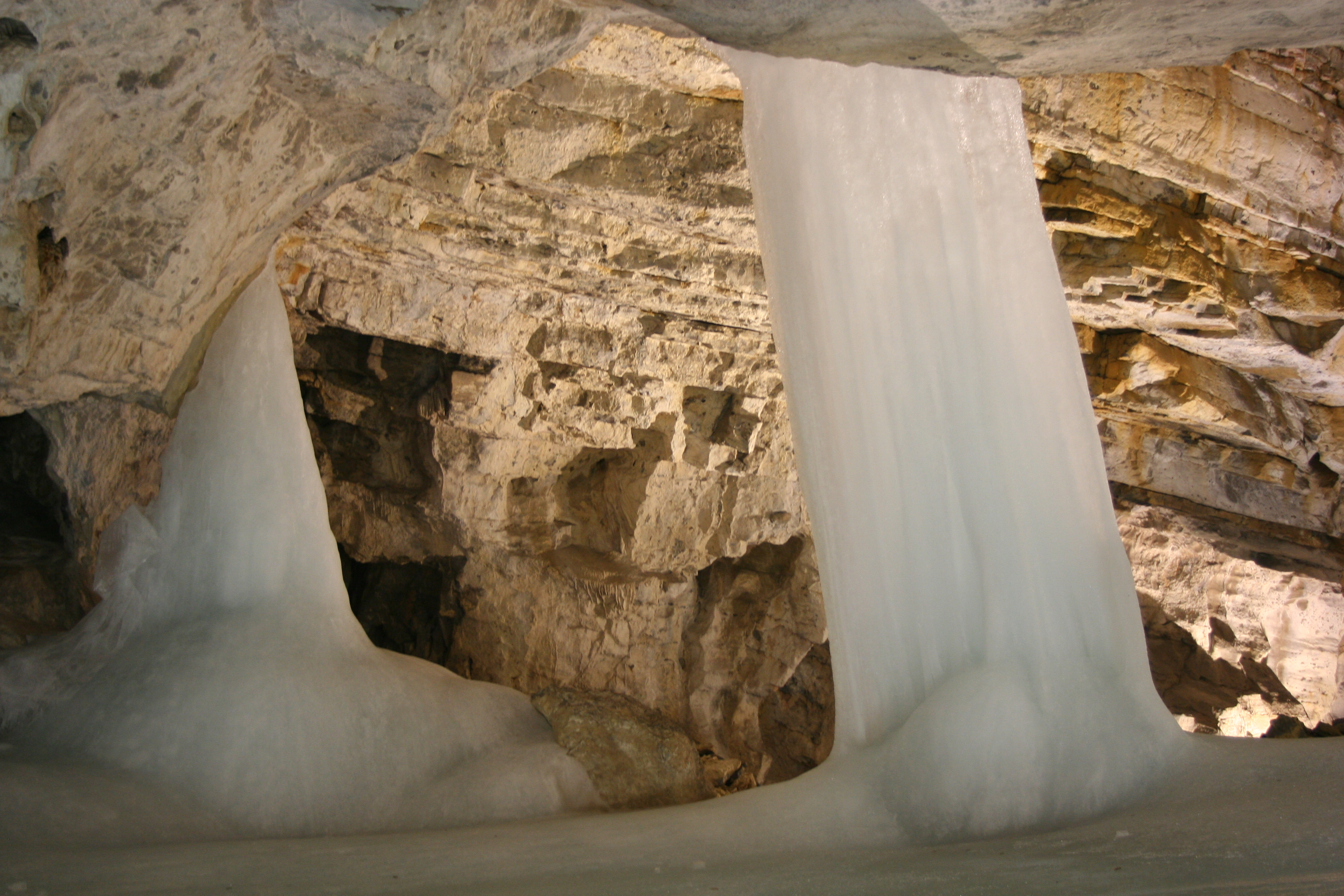

Demianowska Jaskinia Lodowa (słow. Demänovská ľadová jaskyňa) – część systemu Jaskiń Demianowskich na Słowacji, znajdująca się na obszarze Niżnych Tatr, w dolnej części Doliny Demianowskiej, w zachodnich stokach Demianowskiej Góry (1304 m) i Kurence (1284 m). 
Jaskinia jest drugą po Demianowskiej Jaskini Wolności najczęściej odwiedzaną jaskinią w Dolinie Demianowskiej i 3-5 na Słowacji.

## Położenie
Demianowska Jaskinia Lodowa leży ok. 10 km na południe od Liptowskiego Mikułasza. Stanowi najbardziej na północ wysuniętą część systemu Jaskiń Demianowskich. Posiada 3 otwory wejściowe, położone obok siebie, w przybliżeniu na tej samej wysokości, w zachodnim zboczu turni Bašta. Obecnie używane wejście do jaskini znajduje się na wysokości 841 m n.p.m., około 90 m ponad dnem doliny .
Jaskinia znajduje się w granicach Narodowego Rezerwatu Przyrody Demänovská dolina w Parku Narodowym Niżne Tatry .

## Opis
Jaskinia wytworzyła się w szaroniebieskich wapieniach (tzw. guttensteinskich), pochodzących ze środkowego triasu. Rozwinięta jest w czterech, coraz niżej usytuowanych poziomach. Jest w większości pochodzenia fluwiokrasowego, a w jej powstaniu największy udział miały wody podziemnego toku rzeczki Demänovky – świadczą o tym charakterystyczne, owalne przekroje głównych korytarzy oraz obecność granitowych żwirów i otoczaków, naniesionych z górnych partii Doliny Demianowskiej zbudowanych już ze skał krystalicznych.
Długość jaskini wynosi 2445 m, z czego trasa zwiedzania ma 650 m .

## Geneza zalodzenia
Warunki do zalodzenia jaskini pojawiły się po zasypaniu gruzem (na skutek procesów wietrzeniowych na stoku) kilku pobocznych otworów, na skutek czego uniemożliwiona została wymiana powietrza w jej wnętrzu. Zimne powietrze, dostające się do jaskini zimą, jako cięższe utrzymuje się w jej dolnych partiach cały rok, a przesiąkające z powierzchni wody opadowe zamarzają w przechłodzonym wnętrzu. Lodowe wypełnienie w postaci lodu podłogowego, lodowych draperii, stalaktytów i stalagmitów znajduje się w dolnych partiach jaskini, zwłaszcza w komorze zwanej Kmeťov dóm. Ilość lodu w jaskini jest zmienna. Ostatni okres pełnego zalodzenia jaskini wiąże się z tzw. małą epoką lodową (XIV–XVIII w.)

## Poznanie
Jaskinia była znana od dawna, pierwotnie jako Jaskinia Smocza (słow. Dračia jaskyňa), Demianowska Smocza Lodowa Jaskinia (Demänovská dračia ľadová jaskyňa) lub Jaskinia Czarna (Čierna jaskyňa). Nazwa Dračia jaskyňa była używana jeszcze w latach 60. XX w. U jej źródeł stał fakt, że w jaskini znajdowano duże ilości kości niedźwiedzia jaskiniowego, które uznawano za szczątki mitycznych smoków. . 
Johann Paterson Hain (1615 – 1675), lekarz działający w Kieżmarku, a potem w Preszowie, zajmował się również mineralogią i paleontologią. Co najmniej od 1661 r. interesował się również „kościami smoków”. W informacji wysłanej w 1672 r. do Wrocławia do P. J. Sachsa von Lewenhaimba, wydawcy prac Academii Leopoldiny („Miscellanea Curiosa Medico-physica Academiae Naturae Curiosorum”), w której opisał swoje badania w „jaskini koło Haligowiec” (dzisiejsza jaskinia Aksamitka), Hain wspomniał również o wizycie w innej jaskini, położonej w górach na południe od miasteczka Liptowski Mikułasz. Szereg szczegółów opisu, dotyczących charakteru wejść do jaskini, układu korytarzy i sal oraz innych szczegółów, pojawiających się również w późniejszych relacjach innych badaczy, wskazują, że najprawdopodobniej Hain zwiedził wówczas dzisiejszą Jaskinię Lodową.
Prawdopodobnie jako pierwszy jaskinię bardziej szczegółowo zbadał, pomierzył i wykonał szereg rysunków 3 lipca 1719 r. spiskoniemiecki nauczyciel, duchowny ewangelicki i badacz Tatr Georg Buchholtz młodszy. Opis i rysunki tej jaskini, podobnie jak kilku innych w Dolinie Demianowskiej, wysłał do Bratysławy do wybitnego encyklopedysty, Mateja Bela, jednak materiały te nie zostały opublikowane i prawdopodobnie zaginęły. W 1723 r. w Norymberdze wyszło dzieło M. Bela pt. „Hungariae antiquae et novae prodromus”. We wstępie do książki Bel wspomniał zasługi wszystkich swoich współpracowników, w tym przede wszystkim G. Buchholtza. Węgierski uczony, inżynier, kartograf i rytownik Samuel Mikovíni wykonał do tej pracy według rysunku G. Buchholtza przekrój podłużny jaskiń w Dolinie Demianowskiej, na którym widać dzisiejszą Demianowską Jaskinię Lodową.
W XVIII i XIX w., w czasach burzliwego rozwoju nauk przyrodniczych, jaskinię odwiedzili liczni uczeni i badacze, którzy wspominali ją w swych dziełach. Byli wśród nich m.in. niemiecki lekarz i przyrodnik Franz Ernst Brückmann (w 1724 r.), cesarska komisja naukowa, którą w 1751 r. do jaskini zaprowadził Jakob Buchholtz, szkocki podróżnik i przyrodnik Robert Townson (1793), węgierski historyk, pisarz, podróżnik i polityk Alajos Mednyanszky (1803), szwedzki botanik Göran Wahlenberg (1813), francuski geolog i mineralog François Sulpice Beudant (1818), niemiecki geograf i podróżnik Albrecht von Sydow (1827). W jaskini był również ewangelicki duchowny i późniejszy superintendent Galicji i Bukowiny Samuel Bredetzky (1800).
Na ścianach jaskini zachowało się wiele podpisów, pozostawionych zgodnie z ówczesną tradycją przez odwiedzających ją gości. Najstarszy pochodzi z 1719 r. Są wśród nich także podpisy osobistości słowackiej polityki i kultury takich, jak Michal Miloslav Hodža, Andrej Sládkovič, Samo Chalupka czy Andrej Kmeť.
W 1911 r. o jaskini pisał Miloš Janoška w pierwszym słowackim przewodniku po Tatrach – jaskinia była już wówczas często odwiedzana, a przy jej wejściu istniał drewniany schron dla turystów. W przewodniku wspomniał o nowo odkrytych fragmentach jaskini, nazwanych Nový oddiel i Žuffovka (Dóm trosiek). Tę drugą w sierpniu 1909 r. eksplorowali Andrej i Pavol Žuffowie. Z końcem lipca 1913 r. młodzi turyści Ladislav Žuffa i Pavel Komendák z Liptowskiego Św. Mikułasza oraz Ján Líška z Vrbicy (dziś dzielnica Liptowskiego Mikułasza) odkryli część zwaną Marta. Początkowo penetrowano jedynie wstępne partie jaskini – przez długie lata zgromadzony w niej lód tarasował przejście do jej dalszych partii (obecnia sala zwana Belov dóm). Za nimi odkryto dalszą jaskinię demianowskiego systemu jaskiniowego, o nazwie Čierna (nazwa od pobliskiej dolinki Čiernej). Jej fragment również został włączony w skład obecnej okrężnej trasy turystycznej.

## Turystyka
Ze średnią roczną liczbą odwiedzin około 40 000, plasuje się 3-4. miejscu wśród słowackich jaskiń oraz jako druga w Dolinie Demianowskiej, po Demianowskiej Jaskini Wolności.
Jaskinia jest dostępna do zwiedzania od 15 maja do 15 września. Trasa zwiedzania ma 650 m i przewyższenie 48 m. Wejście i wyjście jaskini są w niewielkiej odległości od siebie. Zwiedzanie zajmuje około 45 min., temperatura w jaskini podczas letnich miesięcy nie przekracza +3°C .